# Torn Arteries
Torn Arteries sedmi je studijski album britanskog death metal sastava Carcass. Diskografska kuća Nuclear Blast Records objavila ga je 17. rujna 2021.

## Popis pjesama
| 1.    | »Torn Arteries«                                              | 4:00 |
| 2.    | »Dance of Ixtab (Psychopomp & Circunstance March No.1 in B)« | 4:29 |
| 3.    | »Eleanor Rigor Mortis«                                       | 4:14 |
| 4.    | »Under the Scalpel Blade«                                    | 3:56 |
| 5.    | »The Devil Rides Out«                                        | 5:22 |
| 6.    | »Flesh Ripping Sonic Torment Limited«                        | 9:42 |
| 7.    | »Kelly's Meat Emporium«                                      | 3:24 |
| 8.    | »In God We Trust«                                            | 3:57 |
| 9.    | »Wake Ul and Smell the Carcass / Caveat Emptor«              | 4:36 |
| 10.   | »The Scythe's Remorseless Swing«                             | 5:20 |
| 49:00 |                                                              |      |

| Bonus pjesma na japanskom izdanju | Bonus pjesma na japanskom izdanju | Bonus pjesma na japanskom izdanju | Bonus pjesma na japanskom izdanju | Bonus pjesma na japanskom izdanju | Bonus pjesma na japanskom izdanju | Bonus pjesma na japanskom izdanju | Bonus pjesma na japanskom izdanju | Bonus pjesma na japanskom izdanju | Bonus pjesma na japanskom izdanju |
| Br.                               | Skladba                           | Trajanje                          |                                   |                                   |                                   |                                   |                                   |                                   |                                   |
| --------------------------------- | --------------------------------- | --------------------------------- | --------------------------------- | --------------------------------- | --------------------------------- | --------------------------------- | --------------------------------- | --------------------------------- | --------------------------------- |
| 11.                               | »NWOBHEAD«                        | 3:02                              |                                   |                                   |                                   |                                   |                                   |                                   |                                   |
| 52:02                             |                                   |                                   |                                   |                                   |                                   |                                   |                                   |                                   |                                   |

## Zasluge
Carcass
- Jeff Walker – bas-gitara, vokal
- Bill Steer – gitara, vokal
- Daniel Wilding – bubnjevi, vokal

Dodatni glazbenici
- Per Wiberg – orgulje, glasovir
- Fredrik Klingwall – klavijature

Ostalo osoblje
- Jens Bogren – mastering
- David Castillo – inženjer zvuka, miks, snimanje (klavijature)
- Iñaki Marconi – asistent inženjera zvuka
- Ricardo Borges – asistent inženjera zvuka
- Rickard Gustafsson – asistent inženjera zvuka
- Tobias Sillman – asistent inženjera zvuka
- James Atkinson – inženjer zvuka
- Zbigniew Bielak – grafički dizajn, dizajn